# امپراتوری آشوری نو
امپراتوری آشوری نو یا نو-آشوری حکومتی پادشاهی بود که بین سال‌های ۹۱۱ تا ۶۱۲ پیش از میلاد در قسمت‌های زیادی از خاورمیانه کنونی حکومت می‌کرد.
پادشاهان اولیه آشوری نو عمدتاً نگران بازگرداندن کنترل آشوری بر بیشتر شمال میانرودان و سوریه بودند، زیرا بخش قابل توجهی در دوره قبلی یعنی امپراتوری آشور میانه در طول دوره طولانی افول از دست رفته بود. در زمان آشور-ناصیر-پال دوم (۸۸۳–۸۵۹ پیش از میلاد)، آشور بار دیگر به قدرت مسلط خاور نزدیک تبدیل شد و بدون منازعه بر شمال حکومت می‌کرد. لشکرکشی‌های آشور_ناصیر_پال تا مدیترانه رسید و او همچنین بر انتقال پایتخت امپراتوری از شهر سنتی آشور به شهر مرکزی‌تر یعنی نمرود (کالح) نظارت داشت.
وسعت این امپراتوری در زمان جانشین آشورناصیرپال دوم شلمنسر سوم (۸۵۹–۸۲۴ پیش از میلاد) حتی بیشتر شد، اگرچه پس از مرگ او وارد دوره‌ای از رکود شد که از آن به عنوان «عصر بزرگان» یاد می‌شود. در این مدت، صاحبان اصلی قدرت سیاسی ژنرال‌ها و مقامات برجسته بودند و کنترل مرکزی به‌طور غیرعادی ضعیف بود. این عصر با حکومت تیگلات-پیلسر سوم (۷۴۵–۷۲۷ پیش از میلاد)، که بار دیگر قدرت سلطنتی آشور را احیا کرد و وسعت امپراتوری را بیش از دو برابر کرد، به پایان رسید. برجسته‌ترین فتوحات او بابل در جنوب و بخش‌های وسیعی از شام بود. در زمان دودمان سارگونیان که از ۷۲۲ پیش از میلاد تا سقوط امپراتوری حکومت کردند، آشور به اوج وسعت خود رسید. پادشاهان دودمان سارگونی از عنوان شاه چهارگوشه جهان و پادشاه کائنات برای نشان دادن سلطه خود استفاده می‌کردند. در زمان پادشاه سارگونی سناخریب (۷۰۵–۶۸۱ پیش از میلاد)، پایتخت به نینوا و تحت اسرحدون (۶۸۱–۶۶۹ پیش از میلاد) منتقل شد. امپراتوری از طریق فتح مصر به بزرگ‌ترین گستره خود رسید. امپراتوری نوآشوری علیرغم اینکه در اوج قدرت خود بود، در اواخر قرن هفتم پیش از میلاد سقوط سریع و خشونت‌آمیزی را تجربه کرد که توسط قیام بابلی و تهاجم مادها ویران شد. دلایل این که چگونه آشور می‌تواند به این سرعت ویران شود همچنان در بین محققان مورد بحث است.

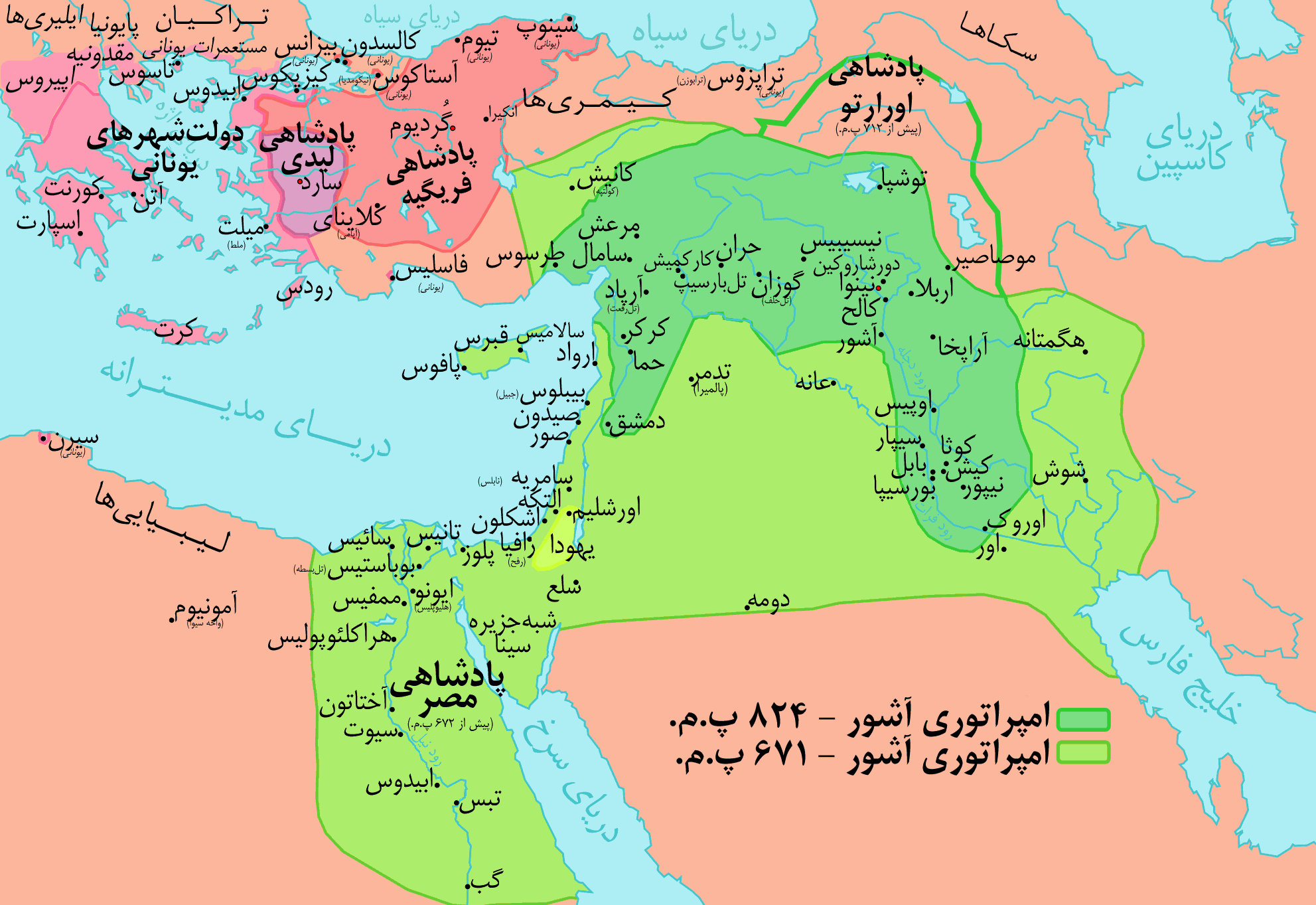
امپراتوری آشوری نو در آغاز (سبز پررنگ) در دوران تیگلات-پیلسر سوم و پایان (سبز روشن) در دوران آشوربانیپال

موفقیت بی‌سابقه امپراتوری آشوری نو تنها به دلیل توانایی آشور برای گسترش نبود، بلکه و شاید مهم‌تر از آن، توانایی آن در گنجاندن کارآمد سرزمین‌های فتح شده در سیستم اداری خود بود. امپراتوری آشوری نو به عنوان اولین امپراتوری در مقیاس خود، شاهد نوآوری‌های مختلف نظامی، مدنی و اداری بود. در ارتش، نوآوری‌های مهم شامل استفاده در مقیاس وسیع از سواره نظام و فنون محاصره جدید بود. تکنیک‌هایی که برای اولین بار توسط ارتش نوآشوری اتخاذ شد، در جنگ‌های بعدی برای هزاران سال مورد استفاده قرار گرفت. ارتباطات دولتی در امپراتوری آشوری نو، با استفاده از ایستگاه‌های رله و جاده‌هایی که به خوبی نگهداری می‌شوند. سرعت ارتباط پیام‌های رسمی در امپراتوری آشوری نو در خاورمیانه تا قرن نوزدهم پس از میلاد پیشی نگرفت. امپراتوری آشور همچنین از سیاست اسکان مجدد استفاده کرد که در آن بخش‌هایی از جمعیت سرزمین‌های فتح شده در قلب آشور و استان‌های توسعه نیافته اسکان داده شدند. این سیاست هم برای از هم پاشیدن هویت‌های محلی (که احتمال شورش مناطق محلی را کمتر می‌کند) و هم برای معرفی تکنیک‌های کشاورزی توسعه یافته توسط آشوری‌ها به تمام نقاط امپراتوری خدمت می‌کرد. پیامد آن کمرنگ شدن تنوع فرهنگی خاور نزدیک بود که برای همیشه ترکیب قومی زبانی منطقه را تغییر داد و ظهور آرامی به عنوان زبان میانجی منطقه را تسهیل کرد جایگاهی که این زبان تا قرن چهاردهم پس از میلاد حفظ شد.

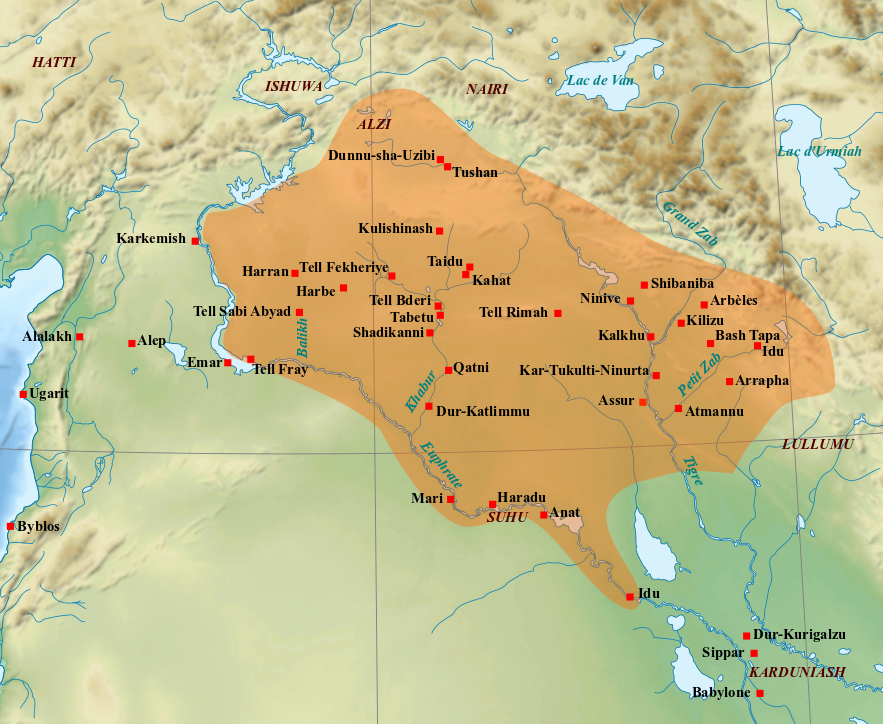
نقشه تقریبی امپراتوری آشور میانه پیشین در اوج خود در قرن سیزدهم قبل از میلاد

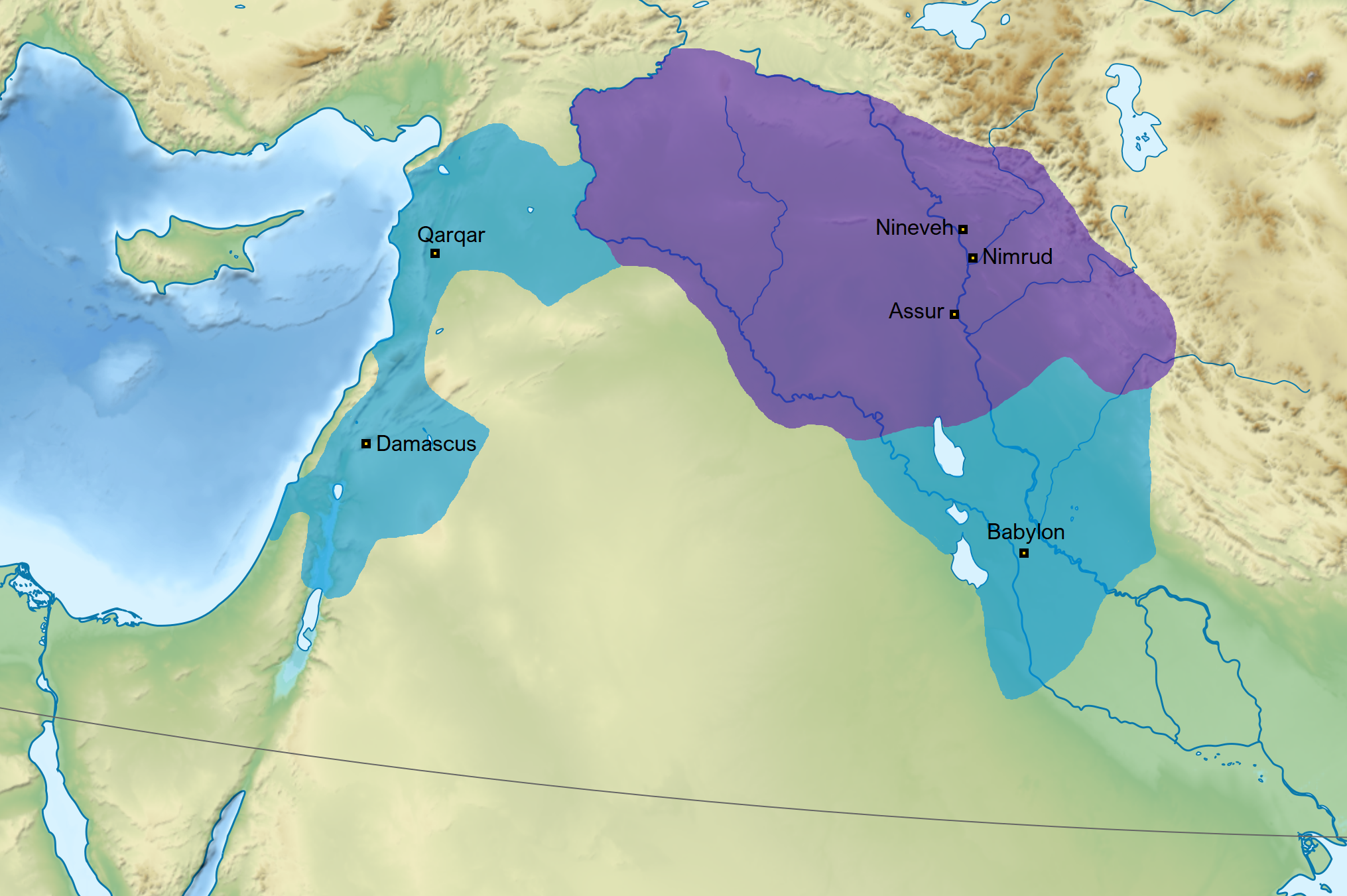
امپراتوری آشوری نودر آغاز (بنفش) و پایان (آبی) سلطنت تیگلات-پیلسر سوم